# ديفيد توهي
ديفيد توهي هو مخرج وسيناريست أمريكي ولد في 18 أكتوبر 1955.